# Berahan Kulon
Berahan Kulon is een bestuurslaag in het regentschap Demak van de provincie Midden-Java, Indonesië. Berahan Kulon telt 1153 inwoners (volkstelling 2010).